# Parakiefferiella minax
Parakiefferiella minax är en tvåvingeart som beskrevs av Leonard Charles Ferrington, Jr. och Ole Anton Saether 1995. Parakiefferiella minax ingår i släktet Parakiefferiella och familjen fjädermyggor.
Artens utbredningsområde är Tanzania. Inga underarter finns listade i Catalogue of Life.